# Geraldo Cleofas Dias Alves
Geraldo Cleofas Dias Alves, detto Geraldo (Barão de Cocais, 16 aprile 1954 – Rio de Janeiro, 26 agosto 1976), è stato un calciatore brasiliano, di ruolo centrocampista.

## Biografia
Nato nello Stato di Minas Gerais, morì in seguito a uno shock anafilattico causato da un'operazione di tonsillectomia.
Anche suo fratello Washington Alves è stato un calciatore.

## Caratteristiche tecniche
Giocava come attaccante, ricoprendo il ruolo di centrocampista di fascia destra. Secondo come lo ricorda Zico, il suo gioco era caratterizzato da una grande tecnica e visione di gioco, ma difettava nella conclusione a rete.

## Carriera

### Club
Cresciuto nel settore giovanile del Flamengo, con il club di Rio si rivelò essere una delle migliori promesse del calcio brasiliano di quegli anni. Debuttò nel 1973, partecipando al campionato nazionale brasiliano da titolare, giocando quindici partite. L'anno successivo le presenze furono venti, mentre nel 1975 disputò ventitré incontri, realizzando l'unica rete della sua carriera in Série A il 3 settembre 1975 al Maracanã contro l'Americano.

### Nazionale
Nel 1975 ottenne la convocazione per la Copa América 1975, dato che il commissario tecnico Brandão apprezzava il suo gioco. Nel 4-3-3 scelto dall'allenatore, Geraldo occupava il ruolo di centrocampista laterale destro, a fianco di Vanderlei e di Roberto Batata. Debuttò dunque il 30 settembre contro il Perù, dopo che Danival aveva giocato i precedenti incontri: nella semifinale di ritorno occupò il ruolo di attaccante esterno destro, salvo poi essere rimpiazzato da Palhinha a partita in corso. Fu anche presente durante la Coppa dell'Atlantico 1976, l'ultima competizione da lui giocata in Nazionale.

## Palmarès

### Club

#### Competizioni nazionali
- Campionato Carioca: 1

Flamengo: 1974
- Taça Guanabara: 1

Flamengo: 1973